# 年祢村
年祢村（としねむら）は、熊本県の中部に位置していた村。

## 歴史
- 1889年4月1日 - 岩野村、中村、下草野村、佐俣村、椿村、長尾野村、今村、払川村、小莚村、坂貫村、坂本村が合併して発足。
- 1955年1月1日 - 中山村と合併し中央村が発足。